# Моравец, Йожеф
Йо́жеф Мора́вец (рум. József Moravetz; 14 января 1911, Австро-Венгрия — 16 февраля 1990) — румынский футболист, играл на позиции полузащитника. Участник чемпионата мира 1934 года.

## Биография

### Клубная карьера
В течение пяти сезонов Моравец играл за клуб РГМТ Тимишоара. В 1935 году перешёл в «Рипенсию», в составе которой выиграл чемпионский титул и Кубок Румынии.

### Карьера в сборной
Был включён в состав сборной Румынии на чемпионат мира 1934 года, где сыграл в одном матче против сборной Чехословакии, завершившийся поражением румынской сборной со счётом 1:2 и их вылетом с турнира. Всего за сборную Румынии сыграл 10 матчей и не забил ни одного гола.

### Смерть
Скончался 16 февраля 1990 года в возрасте 79 лет.

## Достижения
«Рипенсия»
- Чемпион Румынии (1) : 1935/36
- Обладатель Кубка Румынии (1) : 1935/36